# Forest (condado de Richland, Wisconsin)
Forest es un pueblo ubicado en el condado de Richland en el estado estadounidense de Wisconsin. En el Censo de 2010 tenía una población de 352 habitantes y una densidad poblacional de 3,83 personas por km².

## Geografía
Forest se encuentra ubicado en las coordenadas 43°30′37″N 90°37′31″O / 43.51028, -90.62528. Según la Oficina del Censo de los Estados Unidos, Forest tiene una superficie total de 92 km², de la cual 92 km² corresponden a tierra firme y (0%) 0 km² es agua.

## Demografía
Según el censo de 2010, había 352 personas residiendo en Forest. La densidad de población era de 3,83 hab./km². De los 352 habitantes, Forest estaba compuesto por el 96.31% blancos, el 1.14% eran afroamericanos, el 1.14% eran amerindios, el 0% eran asiáticos, el 0% eran isleños del Pacífico, el 1.42% eran de otras razas y el 0% pertenecían a dos o más razas. Del total de la población el 2.27% eran hispanos o latinos de cualquier raza.